# Unbreakable (canción de Fireflight)
"Unbreakable" es una canción de la banda de rock cristiano Fireflight de su segundo álbum, Unbreakable. Fue lanzado en noviembre de 2007 como el primer sencillo del álbum , recibiendo la promoción de la NBC en televisión en la red de ese mes. La canción pronto se volvió popular en la radio de rock cristiano, alcanzando el número uno en febrero de 2008. Fue la canción número 14 más tocada del año 2008 en el Hit de radio contemporáneo cristiano.

## Antecedentes
El estilo de la banda y el tema ha cambiado entre su álbum debut, The Healing of Harms (2006), y Unbreakable. El primer álbum se basa temáticamente en "tratar de luchar contra tu camino a través de las circunstancias", mientras que en el segundo proyecto, Fireflight tiene un tema de triunfo y de ser "victorioso sobre las cosas que se utilizan para controlarte". De acuerdo con los miembros de la banda, la canción "Unbreakable" representa el cambio entre los dos álbumes: "ahora se trata de la búsqueda del poder en tu vida", dijo la bajista Wendy Drennen.
La página de Fireflight en MySpace, recibió una pregunta de un fan preguntando, "¿Creen que podrían escribir una canción que deje en claro que todo va a estar bien? Que no sólo estás pasando por un momento difícil, sino que las cosas pueden ser increíbles otra vez?
Esta idea fue utilizada por la banda como una fuente de inspiración para "Unbreakable", y el álbum Unbreakable en conjunto.

## Música y Letras
La canción se hace como un "himno" de sonido y la "fascinante voz" de la vocalista Dawn Michele. La bajista Wendy Drennen dijo que "Unbreakable" fue sobre "la superación de una mentalidad derrotada y encontrar el poder para que se mantenga fuerte en medio del paisaje, no permitir que el miedo nos contenga de tener la victoria sobre las cosas que antes nos controlaban " también la letra está basada en el relato bíblico de Jesús y la mujer sorprendida en adulterio; los primera línea de la canción dice, "¿Dónde están las personas que me acusaban?"  Dawn dijo: "Las personas responsables estaban dispuestos a matarla, y Jesús habla por ella, les cambia su forma de pensar y les hace sentirse avergonzados por haberla acusado [...] Ella sabe que es culpable, y sin embargo ella de un momento a otro es libre y se le da una segunda oportunidad".

## Lanzamiento y Promoción
"Unbreakable" fue incluida en el Soundtrack promocional del programa de televisión, The Bionic Woman, de la NBC en noviembre de 2007. El 6 de noviembre, la canción fue lanzada oficialmente como el primer sencillo del segundo álbum de Fireflight, Unbreakable. A principios de febrero de 2008, se colocó en el número uno en formato de Rock cristiano de R&R, convirtiéndose en la tercera banda con un sencillo nº uno en la radio de rock cristiano. Estuvo en esa posición durante al menos tres semanas, y también llegó al número 14 de Hit de Radio Cristiana Contemporánea (CHR) de R&R, carta, Además fue la canción más pedida de la semana en el formato (CHR) a mediados de febrero. Se alcanzó la posición más alta número 20 en el Billboard Hot Christian Songs a principios de abril.
A finales de 2008 "Unbreakable" fue la canción número 14 más tocada del año en el Hit de Radio Cristiana Contemporánea. En febrero de 2009, recibió una nominación a los Premios GMA Dove para Canción Rock/Contemporáneo del Año.

## Recepción
La canción fue en general bien recibida por los críticos. Jesus Freak Hideout editor John DiBiase lo calificó como un "poderoso himno" y dijo que la canción de apertura fue "sólo la punta del iceberg" de la calidad del álbum, entre las otras pistas. Bob Felberg de "The Phantom Tollbooth" (Peaje de la Estación Fantasma) su crítica era favorable a la canción, diciendo: "'Unbreakable' ... es una de las canciones más fuertes de Rock cristiano en mucho tiempo, tanto en la música y la letra", y contó con "una sinousa guitarra y cuerdas que interactúan con ritmos fuertes antes de volar tu cabello hacia atrás ". En respuesta a "Unbreakable" que se ofrece en  The Bionic Woman de la NBC, el segundo revisor de "The Phantom Tollbooth", dijo, "Llamar la atención es una cosa maravillosa, por supuesto, pero a menudo indica un elemento necesariamente genérico de un proyecto que a veces envía las señales de peligro en cuanto a su potencial artístico o creativo". Tony Cummings de "Cross Rhythms Magazine" (Revista Ritmos de la Cruz), dijo que la canción era "excelente".

## Video musical
El video musical de la canción se estrenó en el Gospel Music Channel el 29 de marzo de 2008.
El video muestra principalmente la banda tocando en un edificio con una iluminación oscura, aunque que también muestra a tres personas muy afligidas por sus dificultades. El primero es un hombre que estuvo involucrado en un accidente automovilístico. A continuación se muestra una mujer que ha sufrido la pérdida de cabello con el tratamiento de la quimioterapia del cancér, y la tercera persona es una adolescente que lucha con la bulimia. Al final de la canción, los tres tienen un semblante más relajado y hasta feliz, como si el contenido de la letra influyera en sus problemas.

## Charts
| Chart (2008)                          | Posición más Alta |
| ------------------------------------- | ----------------- |
| R&R's Christian Rock format           | 1                 |
| R&R's Christian CHR format            | 14                |
| Billboard's Hot Christian Songs chart | 20                |

## Nominaciones
La canción fue nominada para un Premio Dove para Canción Grabada de Rock/Contemporáneo del Año en los GMA Dove Awards número 40.